# Wachet auf, ruft uns die Stimme
Wachet auf, ruft uns die Stimme (Réveillez-vous, nous crie - ou bien : « nous appelle » - la voix), (BWV 140, connue aussi sous le nom de Cantate du Veilleur), est une cantate religieuse de Jean-Sébastien Bach, composée à Leipzig en 1731. Elle jouit d'une notoriété exceptionnelle, notamment grâce à son choral central, Zion hört die Wächter singen (« Sion entend les veilleurs chanter »), qui a fait l'objet de nombreuses transcriptions : pour orgue (Bach lui-même (BWV 645)), pour piano (Ferruccio Busoni) ou pour orchestre (Leopold Stokowski, Eugene Ormandy).

## Histoire et texte
Bach écrivit cette cantate pour le vingt-septième dimanche après la Trinité et la dirigea pour la première fois le 25 novembre 1731. Pour cette destination liturgique, aucune autre cantate n'a franchi le seuil de la postérité (sachant toutefois que presque un tiers d'entre elles a été perdu).
Cette cantate chorale est fondée sur le choral luthérien Wachet auf, ruft uns die Stimme de Philipp Nicolai (dit choral du veilleur). Le texte se fonde sur la parabole des dix vierges dans Mat. 25:1–13, une lecture prévue dans le lectionnaire de l'époque pour le vingt septième dimanche après la Trinité. La cantate était rarement jouée parce que ce dimanche n'apparaît que les années où Pâques arrive tôt. L'irrégularité des occasions pour laquelle elle fut composée en fait une des rares cantates dont la date de composition est vraiment connue. Le texte et ses thèmes eschatologiques sont communément associés aux premiers dimanches du temps de l'Avent, aussi la cantate est-elle régulièrement jouée durant cette période.
Le librettiste inconnu a repris de manière littérale les trois strophes du choral pour les mouvements 1, 4 et 7 entre lesquels il a inséré des récitatifs et des arias indépendants qui renvoient à des thèmes bibliques du Cantique des Cantiques de Salomon. L'idée fondamentale du texte est de permettre l'identification visuelle du lien entre Jésus et l'âme humaine avec un mariage. Comme dans les anciens mariages orientaux, le fiancé n'apparaît pas exactement à une date fixée à l'avance mais s'attend à une fête bien ordonnée, ainsi l'âme doit-elle être toujours prête à rencontrer Dieu.

## Structure et instrumentation
La cantate est écrite pour cor, deux hautbois, taille (hautbois da caccia) souvent remplacé de nos jours par un cor anglais, violino piccolo, violon, alto, basse continue avec trois voix solistes (soprano, ténor, basse) et chœur à quatre voix.
Il y a sept mouvements :
- chœur : Wachet auf, ruft uns die Stimme
- récitatif (ténor) : Er kommt (Il vient)
- aria (duo soprano et basse) : Wann kommst du, mein Heil ? (Quand viens-tu, mon Sauveur[4] ?)
- choral : Zion hört die Wächter singen (Sion entend chanter les veilleurs)
- récitatif (basse) : So geh herein zu mir, du mir erwählte Braut (Entre donc et viens vers moi, fiancée que j'ai choisie)
- aria (duo soprano et basse) : Mein Freund ist mein ! Und ich bin dein !  (Mon ami est mien ! Et je suis tien !)
- choral : Gloria sei dir gesungen (Qu'il te soit chanté « Gloria »[5]).

## Musique
- Le premier mouvement est une fantaisie chorale de dimension particulièrement importante basée sur la première strophe du choral, ce qui est un trait ordinaire dans les cantates chorales de Bach[6]. Ce mouvement avec ses rythmes bien marqués rappelle le style d'une ouverture à la française. L'orchestration comprend des hautbois à la voix profonde qui soulignent le caractère « nocturne » du début de l’œuvre.
- Le deuxième mouvement est un récitatif pour ténor annonçant l'arrivée imminente du marié.
- Le troisième mouvement est un duo pour soprano et basse avec violon piccolo obligato. Dans le duo, la soprano représente l'âme et la basse représente Jésus en tant que Vox Christi (voix de Jésus). On remarque le solo passionné et virtuose du violon.
- Le quatrième mouvement, basé sur la deuxième strophe du choral est écrit sur une structure comparable à une sonate en trio pour les ténors du chœur, les violons et les altos à l'unisson et le continuo. Bach transcrivit ultérieurement ce mouvement pour orgue (BWV 645) qui est aussi connu sous le nom de « Choral du Veilleur », et fut ensuite publié dans les Chorals Schübler avec cinq autres transcriptions qu'il fit de ses mouvements de cantate. C'est probablement le morceau le plus connu de l'œuvre.
- Le cinquième mouvement est un récitatif pour basse accompagné des cordes dans lequel Jésus appelle à lui l'âme.
- Le sixième mouvement est un autre duo pour soprano et basse avec un hautbois obligé. Ce duo, comme le troisième mouvement est un duo d'amour entre la soprano (l'âme) et la basse (Jésus). Ceci est représenté musicalement par un certain nombre d'embellissements et un jeu animé de hautbois[7].
- Le mouvement final est un arrangement pour quatre voix de la dernière strophe du choral.

## Sources
- * Gilles Cantagrel, Les cantates de J.-S. Bach : textes, traductions, commentaires, Paris, Fayard, 24 mars 2010, 1665 p. (ISBN 978-2-213-64434-9).

- (de)/(en) Cet article est partiellement ou en totalité issu des articles intitulés en allemand « Wachet auf, ruft uns die Stimme, BWV 140 » (voir la liste des auteurs) et en anglais « Wachet auf, ruft uns die Stimme, BWV 140 » (voir la liste des auteurs).